# Aldo Birchall
Aldo Anthony Birchall (Salford, 29 dicembre 1978) è un allenatore di rugby a 15 ed ex rugbista a 15 italiano di origine britannica.
Dal 2022 è allenatore della difesa del Zebre in URC.

## Biografia
Dopo aver giocato la stagione 2000-01 al San Donà approdando dal Belluno, si trasferì al Parma, dove militò per diversi anni e, dopo una stagione a L’Aquila, approdò nel 2006 al Viadana con cui vinse la sua prima Coppa Italia e la Supercoppa italiana 2007. Raggiunse anche la finale scudetto di categoria come allenatore dell'Under-20 del Viadana.
Nel 2010, col confluire della prima squadra di Viadana nella neonata franchigia degli Aironi Rugby, esordì in Celtic League collezionando due presenze in campionato e due in Heineken Cup, per poi tornare, nella seconda parte di stagione, nel campionato nazionale italiano tra le file del GranDucato.
Durante l'estate del 2011 il GranDucato si sciolse e Birchall passò al Calvisano, squadra con la quale vinse il primo Scudetto della carriera ed il Trofeo Eccellenza 2011-12.
Nella stagione 2012-13, dopo 11 anni, ritornò al San Donà, neo-promossa in Eccellenza, dove rimase per due stagioni consecutive.
Nell'estate 2014 passò al Colorno in serie A, ricoprendo il doppio ruolo di giocatore-allenatore, rimanendo nel club fino al suo ritiro dal rugby professionistico, avvenuto al termine della stagione sportiva 2016-17. Oltre 200 le presenze nel massimo campionato italiano di rugby ed oltre 40 (con 3 mete marcate) quelle nelle Coppe europee tra Heineken Cup, European Challenge Cup ed European Shield. Durante la sua lunga carriera da sportivo di rugby è stato più volte convocato nelle selezioni italiane della Nazionale A e nella Nazionale a 7 alle Hong Kong Sevens del 2004 e del 2010. Emblematica la vittoria contro l'Inghilterra A nel 2002.
Dal 1º giugno 2017 ricoprì il ruolo di assistente allenatore del Biella, occupandosi del reparto degli avanti e tecnico dell'Under-18 sempre all'interno della Società biellese. Dopo la promozione in serie A conquistata sul campo, in casa dell'Amatori Alghero all'ultima giornata di campionato, fu head coach del Biella per la stagione 2018-19, succedendo al neozelandese Andrew Douglas. Alla guida degli orsi concluse la prima stagione in serie A con una salvezza mentre la seconda si interruppe anzitempo, causa pandemia, al secondo posto.
A partire dal 2021 si trasferì in Russia al CSKA Mosca.

## Palmarès
- Campionati italiani: 1
Calvisano: 2011-12
- Coppe Italia: 2
Viadana: 2006-07
Calvisano: 2011-12
- Supercoppe d'Italia: 1
Viadana: 2007